# Marcello Costalunga
Marcello Costalunga (Roma, 5 gennaio 1925 – Roma, 5 maggio 2010) è stato un arcivescovo cattolico italiano.

## Biografia
Nato a Roma, viene ordinato presbitero il 27 marzo 1948 dal cardinale Luigi Traglia.
Presta servizio presso la Curia romana dapprima come sottosegretario presso la Congregazione per i vescovi dal 1979 al 1990 ed anche come chierico prelato della Camera apostolica tra il 1989 ed il 1990.

### Ministero episcopale
Il 10 dicembre 1990 viene nominato delegato pontificio per la basilica di Sant'Antonio in Padova ed anche amministratore pontificio della basilica di San Paolo fuori le mura. Per questi incarichi viene in paritempo nominato arcivescovo titolare di Aquileia.
Riceve la consacrazione episcopale il 6 gennaio 1991 da papa Giovanni Paolo II, co-consacranti gli arcivescovi Giovanni Battista Re, sostituto per gli affari generali della Segreteria di Stato, e Justin Francis Rigali, segretario della Congregazione per i vescovi (poi entrambi cardinali).
Termina entrambi gli incarichi il 25 luglio 2001 per raggiunti limiti di età, gli succede Francesco Gioia.
Muore il 5 maggio 2010 all'età di 85 anni.

## Genealogia episcopale
La genealogia episcopale è:
- Cardinale Scipione Rebiba
- Cardinale Giulio Antonio Santori
- Cardinale Girolamo Bernerio, O.P.
- Arcivescovo Galeazzo Sanvitale
- Cardinale Ludovico Ludovisi
- Cardinale Luigi Caetani
- Cardinale Ulderico Carpegna
- Cardinale Paluzzo Paluzzi Altieri degli Albertoni
- Papa Benedetto XIII
- Papa Benedetto XIV
- Papa Clemente XIII
- Cardinale Enrico Benedetto Stuart
- Papa Leone XII
- Cardinale Chiarissimo Falconieri Mellini
- Cardinale Camillo Di Pietro
- Cardinale Mieczysław Halka Ledóchowski
- Cardinale Jan Maurycy Paweł Puzyna de Kosielsko
- Arcivescovo Józef Bilczewski
- Arcivescovo Bolesław Twardowski
- Arcivescovo Eugeniusz Baziak
- Papa Giovanni Paolo II
- Arcivescovo Marcello Costalunga